# Asplenium abscissum
Asplenium abscissum är en svartbräkenväxtart som beskrevs av Carl Ludwig Willdenow. Asplenium abscissum ingår i släktet Asplenium och familjen Aspleniaceae. Utöver nominatformen finns också underarten A. a. subaequilaterale.